# 통례원
통례원(通禮院)은 조선 시대 국가의 의례(儀禮)를 관장하였던 예조 소속 관서이다.

## 개요
개국 직후 고려의 제도를 답습하여 조회(朝會)의 의례를 관장하는 관청으로 합문(閤門)을 설치하였다.
합문은 얼마 뒤 통례문(通禮門)으로 개칭되고, 1414년(태종 14)에는 인진사가 첨지사, 인진부사가 판관, 통찬사인이 통찬으로 각각 바뀌었다.
그 뒤 1466년(세조 12)에 통례원으로 개칭됨과 동시에 직제도 개편되었다.
국가의 의례를 관장하는 관청이었기 때문에 그 직원은 홀기(笏記 : 의식의 순서를 적은 글)를 잘 부르는 목청 좋은 자들을 택하여 그 품계에 따라 임용하였다.
아전(衙前)으로 서리(書吏) 8인이 소속되어 있었으나 뒤에 서원(書員)으로 대체되고, 그 수도 4인으로 감축되었다가 6인으로 증원되었다. 
1895년에 장례원(掌禮院)으로 개칭되었다. 

## 관직
| 품계  | 관직명         | 인원            | 비고                                       |
| ----- | -------------- | --------------- | ------------------------------------------ |
| 정3품 | 좌통례(左通禮) | 1명             | 1466년 개편                                |
| 정3품 | 우통례(右通禮) | 1명             | 1466년 개편                                |
| 종3품 | 상례(相禮)     | 1명             | 1466년 개편                                |
| 종3품 | 익례(翊禮)     | 1명             |                                            |
| 정4품 | 봉례(奉禮)     | 2명             | 1414년, 1466년에 개편                      |
| 정5품 | 찬의(贊儀)     | 2명             | 1414년, 1466년에 개편                      |
| 종6품 | 인의(引儀)     | 8명 → 6명(후기) | 1466년 개편 그 중 1명은 한성부 참군을 겸함 |
| 종9품 | 겸인의(兼引儀) | 6명             | 중종 때 개편                               |
| 종9품 | 가인의(假引儀) | 6명             | 중종 때 개편                               |

이속(吏屬)으로 서원(書員) 6인, 고직(庫直) 1명, 사령(使令) 10명, 군사(軍士) 1명이 있었다.